# Колмор
Колмор (њем. Kollmoor) општина је у њемачкој савезној држави Шлезвиг-Холштајн. Једно је од 112 општинских средишта округа Штајнбург. Према процјени из 2010. у општини је живјело 34 становника. Посједује регионалну шифру (AGS) 1061053.

## Географски и демографски подаци
Колмор се налази у савезној држави Шлезвиг-Холштајн у округу Штајнбург. Општина се налази на надморској висини од 5 метара. Површина општине износи 3,3 km². У самом мјесту је, према процјени из 2010. године, живјело 34 становника. Просјечна густина становништва износи 10 становника/km².

## Међународна сарадња
| Мјесто       | Држава               | Врста сарадње | Од    |
| ------------ | -------------------- | ------------- | ----- |
|              | Пољска               | партнерство   | 1990. |
| Сајренсестер | Уједињено Краљевство | партнерство   | 1982. |
|              | Француска            | партнерство   | 1988. |
| Извор        |                      |               |       |